# 織田信照
織田信照（？－慶長15年（1610））信秀十子、信長的庶弟。官位：越中守。
天正10年（1582）兄長信長因家臣明智光秀於京本能寺發動謀反本能寺之變逼使兄長信長於本能寺縱火而去世，信照仕官於兄長信長的次子信雄。天正12年（1584）參與小牧長久手之戰，敗於羽柴軍攻勢而被縛。得以再度出仕信雄。
不久，信照成為家康旗下四天王之一的本多忠勝家臣。家康移封關東後，天正19年（1591）跟從上總大多喜藩10萬石城主忠勝。
慶長5年（1600）關原之戰負責留守大多喜處理政務。戰後主君忠勝移封伊勢桑名郡，信照先行進入城下町整備。慶長15年（1610）主君忠勝去世，信照選擇殉主。子孫後來一直都是本多家家老。